# Restrepo (Meta)
Pour les articles homonymes, voir Restrepo.
Restrepo est une municipalité (municipio) colombienne du département de Meta.
Le chef-lieu de la municipalité de Restrepo porte le même nom et se trouve à l’altitude moyenne de 570 mètres.
Restrepo est située dans la partie nord du département du Meta. C’est la capitale salinière du département.
Comme la plupart des municipalités colombiennes, Restrepo s’est dotée de trois symboles modernes : un hymne, un blason et un drapeau (voir ci-contre).

## Histoire et noms
Le nom de la municipalité vient du patronyme d’Emiliano Restrepo qui fut le donateur du terrain sur lequel fut établie la première implantation du hameau en 1905, sous le nom de « hameau de la Conception » (Caserío de La Concepción).
Par décret no 904 du 23 septembre 1912, elle fut rebaptisée « la Colonie » (La Colonia). Elle porte son nom actuel de Restrepo depuis le 4 décembre 1915.

## Limites
- Nord : municipalités de Medina (département de Cundinamarca) et Cumaral (département de Meta).
- Ouest : municipalités de San Juanito, El Calvario et Villavicencio.
- Sud : Villavicencio et Puerto López (« Port Lopez »).
- Est : Puerto López et Cumaral.

## Hydrographie
La municipalité est traversée par les rivières (ríos) suivantes :
- río Upín ;
- río Guatiquía ;
- río Caney ;
- río La Salina.